# Brilliance V3
Brilliance V3 — субкомпактный кроссовер, выпускавшийся китайской автомобилестроительной компанией Brilliance China Auto под брендом Zhonghua с 2015 по 2020 год.

## Описание
Brilliance V3 дебютировал в апреле 2015 года на автосалоне в Шанхае, а в мае поступил в продажу в Китае.

По состоянию на 2016 год, Brilliance V3 также продавался в Южной Америке. Цены варьировались от 67500 до 117700 юаней.

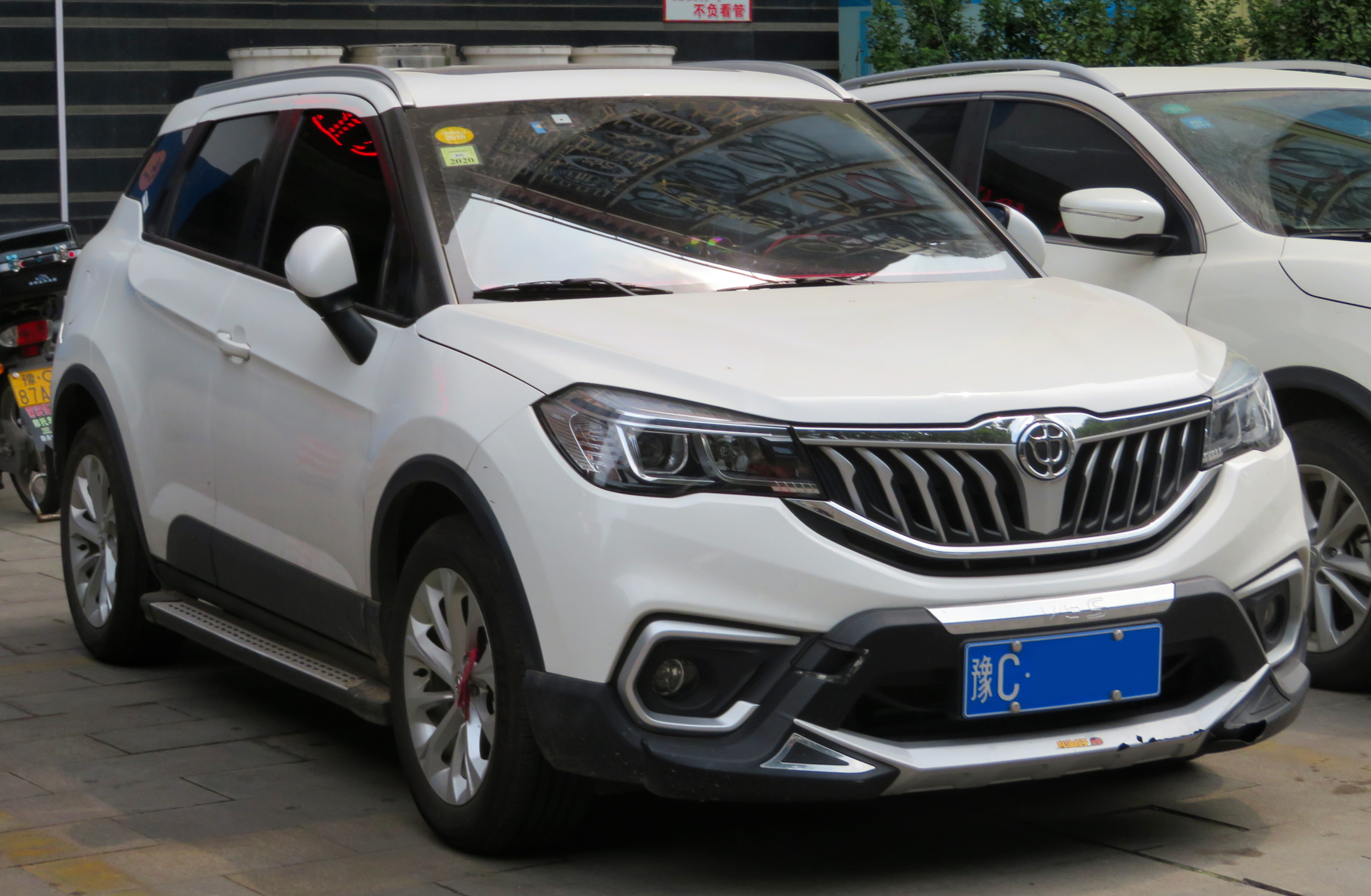
Вид спереди
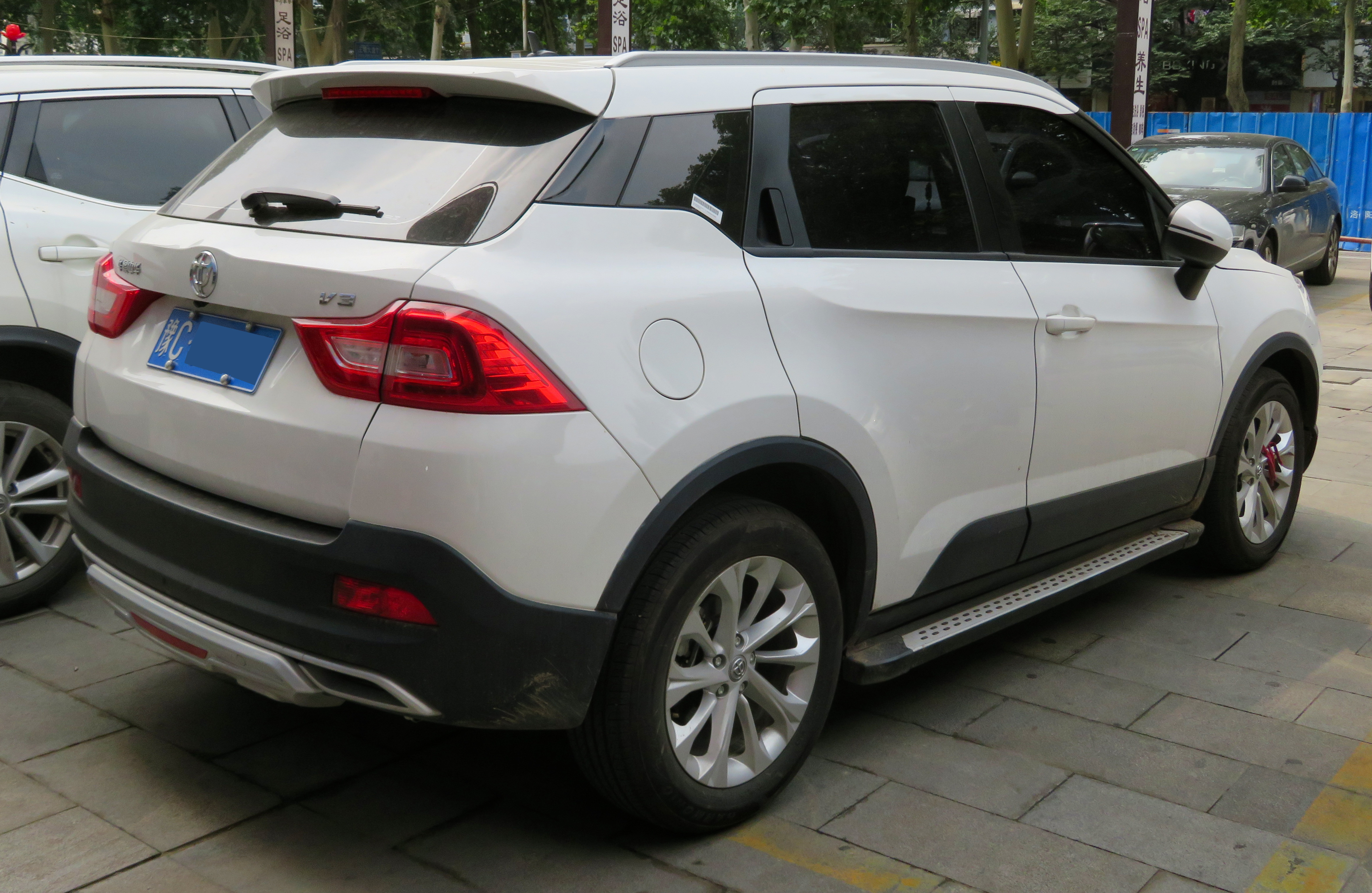
Вид сзади
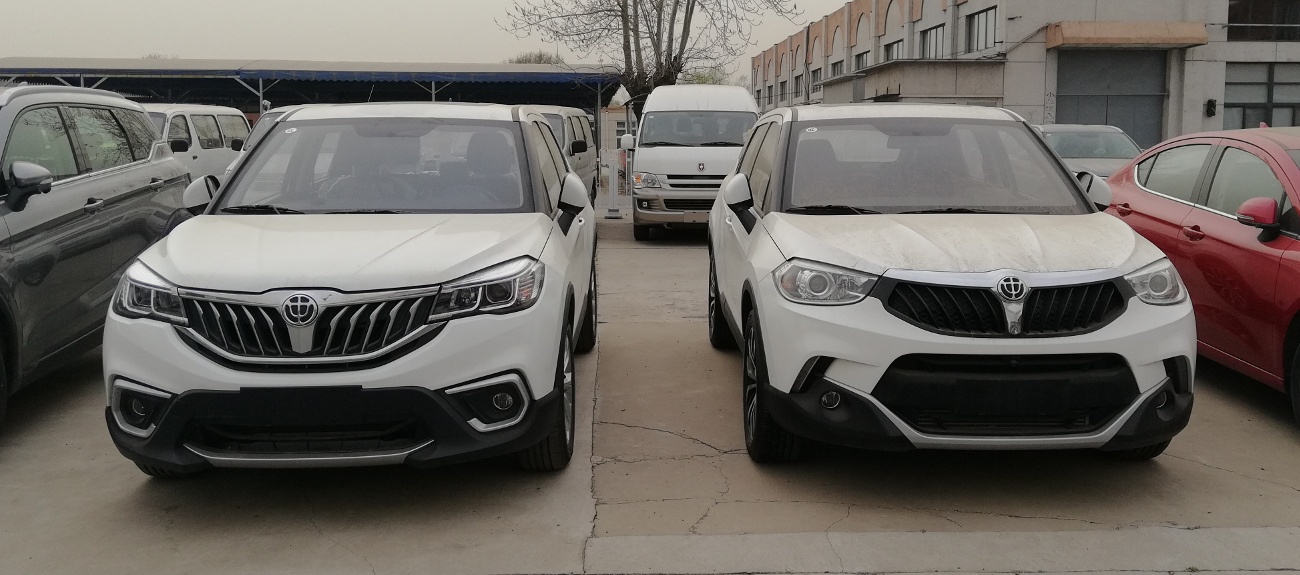
Рестайлинговый (слева) и оригинальный (справа) Brilliance V3

Летом 2017 года автомобиль прошёл рестайлинг. Автомобиль выпускался на той же платформе, что и Brilliance H220.

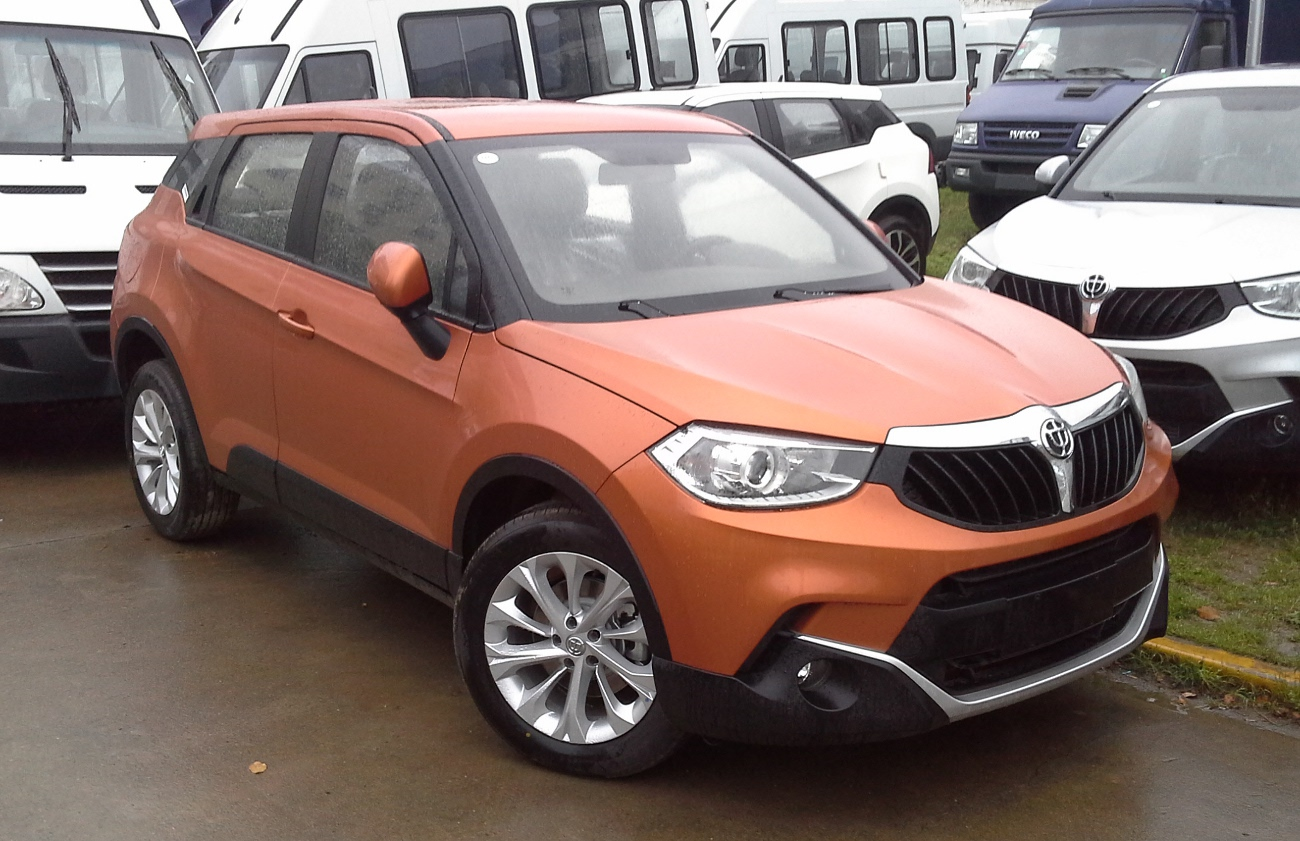
Вид спереди
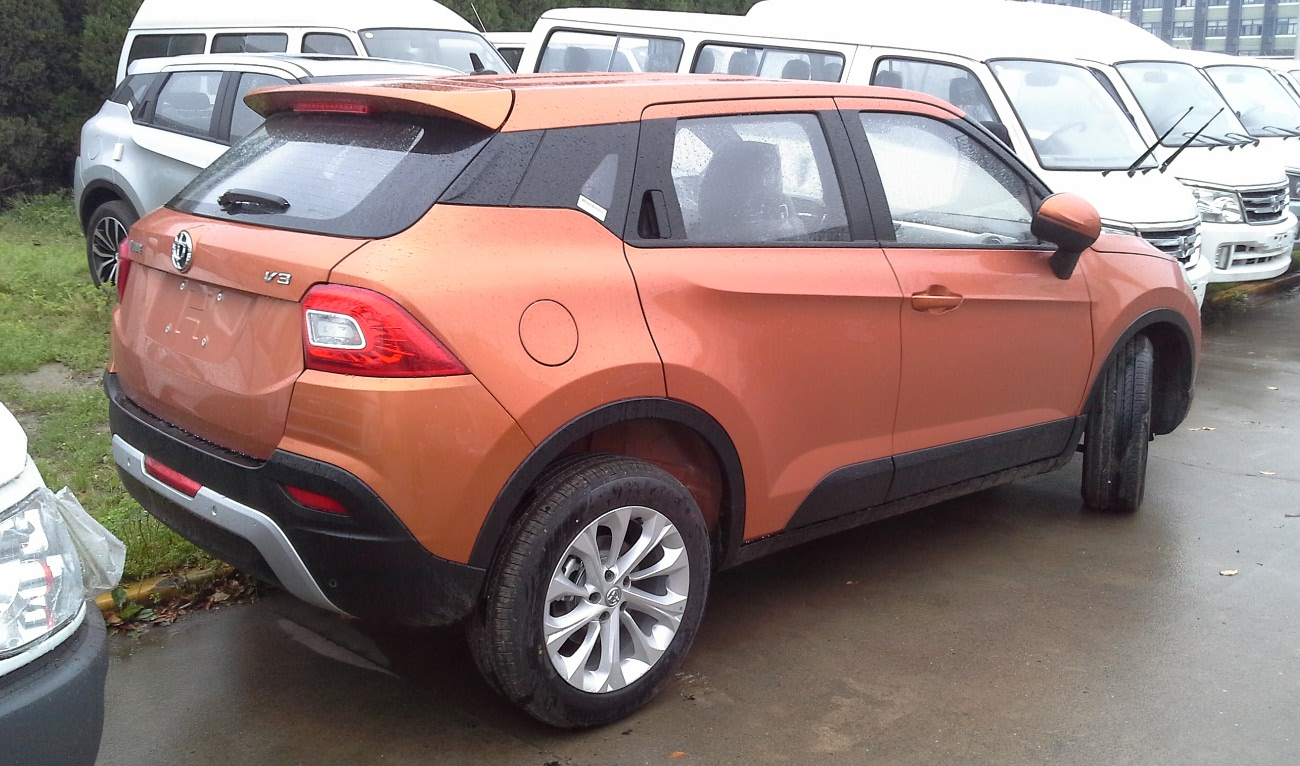
Вид сзади
- Рестайлинговый (слева) и оригинальный (справа) Brilliance V3

## Технические характеристики
|                            | 1.5                       | 1.5T                       |
| Годы производства          | 05.2015—11.2020           | 05.2015—11.2020            |
| Тип                        | Бензиновый двигатель      | Бензиновый двигатель       |
| Объём                      | 1498 см³                  | 1498 см³                   |
| Мощность при об/мин        | 82 кВт (111 л. с.) / 6000 | 110 кВт (150 л. с.) / 6000 |
| Крутящий момент при об/мин | 145 Н⋅м / 4000            | 220 Н⋅м / 2000–4500        |
| Привод                     | Передний                  | Передний                   |
| Трансмиссия                | 5-скор. МКПП              | 5-скор. МКПП               |
| Трансмиссия (опционально)  | (5-скор. АКПП)            | (5-скор. АКПП)             |
| Максимальная скорость      | 170 км/ч (160 км/ч)       | Н/Д                        |
| Разгон до 100 км/ч         | 11,4 сек. (11,4 сек.)     | 10,4 сек.                  |
| Расход топлива (л/100 км)  | 6,9 л (7,6 л)             | 7,3 л (7,6 л)              |